# Wirtz
Wirtz ist ein deutscher Familienname.

## Herkunft und Bedeutung
Wirtz ist ein Berufsname und bezieht sich auf den Gastwirt.

## Namensträger
- Adolf Wirtz (1872–1953), deutscher Ingenieur und Manager
- Axel Wirtz (1957–2024), deutscher Politiker (CDU)
- Bernard Wirtz, luxemburgischer Fußballspieler
- Bernd W. Wirtz (* 1964), deutscher Wirtschaftswissenschaftler
- Carl Wirtz (Abt) († 1705), Abt des Prämonstratenserklosters Rommersdorf
- Carl Wilhelm Wirtz (1876–1939), deutscher Astronom
- Christiane Wirtz (* 1970), deutsche Journalistin und Bundesbeamtin
- Christiane K. Wirtz (* 1966), deutsche Journalistin, Autorin und Coach
- Christophe Wirtz (1926/1927–2014), belgischer Unternehmer
- Christoph Wirtz (* 1978), deutscher Journalist und Autor
- Cornelia Wirtz (* 1963), deutsche Autorin und LGBT-Aktivistin, siehe Cornelia Scheel
- Daniel Wirtz (Geologe) (1914–1965), deutscher Geologe und Hochschullehrer
- Daniel Wirtz (* 1975), deutscher Rocksänger
- Dieter C. Wirtz (* 1967), Unfallchirurg und Verbandsfunktionär
- Émile Wirtz (1887–1964), französischer Radrennfahrer
- Felix Wirtz (zwischen 1500 und 1510–um 1596), Schweizer Wundarzt, siehe Felix Würtz
- Ferd Wirtz (1885–1947), luxemburgischer Kunstturner
- Florian Wirtz (* 2003), deutscher Fußballspieler
- Franz Wirtz (Maler) (1817–?), deutscher Maler
- Franz Wirtz (Dramaturg) (1915–1995), deutscher Dramaturg, Regisseur und Bühnenbildner
- Franz A. Wirtz (1932–2017), deutscher Chemiker und Vorstand
- Fritz Wirtz (1921–1994), deutscher Politiker (SPD)
- Gerd Wirtz (* 1958), deutscher Fußballspieler
- Heinz Wirtz (Politiker) (* 1943), deutscher Politiker (SPD)
- Heinz Wirtz (Fußballspieler) (* 1953), deutscher Fußballspieler
- Hermann Wirtz (1896–1973), deutscher Unternehmer
- Jacques Wirtz (1924–2018), belgischer Landschaftsarchitekt
- Johann Wirtz (Theologe) († 1658), Schweizer Theologe
- Johann Wirtz (Politiker) (1913–2003), deutscher Landwirt und Politiker (CDU)
- Johann Jacob Paul Wirtz (1881–1946), deutscher Überseekaufmann und Bankier
- Johannes Wirtz, (um 1660–1729), Abt des Prämonstratenserklosters Rommersdorf
- Josef Wirtz (* 1950), deutscher Politiker (CDU)
- Joseph Wirtz (1912–1991), französischer Leichtathlet
- Juliane Wirtz (* 2001), deutsche Fußballspielerin
- Julius Wirtz (1875–1952), deutscher Architekt und Dombaumeister
- Karl Wirtz (Elektrotechniker) (1861–1928), deutscher Elektroingenieur
- Karl Wirtz (Physiker) (1910–1994), deutscher Physiker
- Kris Wirtz (* 1969), kanadischer Eiskunstläufer
- Malte Wirtz (* 1979), deutscher Regisseur und Autor
- Marie-Ange Wirtz (* 1963), seychellische Leichtathletin
- Mark Wirtz (1943–2020), französisch-US-amerikanischer Musikproduzent, Komponist, Musiker, Comedian und Maler
- Markus Antonius Wirtz (* 1969), deutscher Psychologe
- Michael Wirtz (Unternehmer) (* 1939), deutscher Unternehmer
- Michael Wirtz (Fußballspieler) (* 1964), deutscher Fußballspieler
- Mildred Wirtz (1931–1985), deutsche Ärztin, siehe Mildred Scheel
- Paul Wirtz (1901–1946), deutscher Jurist und Politiker (NSDAP)
- Peter Wirtz (Bürgermeister) (* 1960), deutscher Politiker (CDU)
- Peter Wirtz (Wirtschaftswissenschaftler) (* 1971), deutscher Wirtschaftswissenschaftler
- Rainer Wirtz (1942–2013), deutscher Historiker
- Reinhold Wirtz (Baumeister) (1842–1898), deutscher Architekt und Baumeister
- Reinhold Wirtz (Politiker) (1942–2020), deutscher Politiker (SPD)
- Rocky Wirtz (1952–2023), US-amerikanischer Unternehmer und Eishockeyteambesitzer
- Rudolf Wirtz (1931–2003), deutscher Verwaltungsbeamter
- Stefan Wirtz (* 1968), deutscher Politiker, MdL (AfD)
- Tiny Wirtz (1923–2023), deutsche Pianistin und Hochschullehrerin
- W. Willard Wirtz (William Willard Wirtz; 1912–2010), US-amerikanischer Politiker
- William Wirtz (Unternehmer) (Bill Wirtz; 1929–2007), US-amerikanischer Unternehmer
- William Wirtz (Maler) (1888–1935), niederländisch-amerikanischer Maler und Gebrauchsgrafiker